# Erling Mortensen
Erling Mortensen (født 5. april 1955) er en dansk skakspiller, International mester og firdobbelt Danmarksmester i skak (1981, 1987, 1989, 1991).

## Karriere
Fra midten af 1970'erne til midten af 2000'erne var Erling mortensen en af de stærkste danske skakspillere. Han deltog mange gange ved danmarksmesterskabet i skak og han vandt fire gange; i hhv. 1981, 1987, 1989 og 1991.
I 1989 deltog han i en zoneturnering (første trin for kvalifikation til deltagelse i verdensmesterskabet i skak) i Espoo og fik en delt 10-11.-plads.
Han deltog i mange internationale turneringer, hvor hans største succeser tæller førstepladsen i Winterthur (1976), andenpladsen i København (1983), førstepladsen i Reykjavik Open (1990), andenpladsen i Valby (1994), førstepladsen i Politiken Cup (København, 1997), tredjepladsen Koga (1997) og førstepladsen i København (2004).
Erling Mortensen spillede for Denmark ved skakolympiaden adskillige gange:
- I 1976 på andet reservebræt i Haifa (+3, =3, -1),
- I 1980 på fjerde bræt i Valletta (+5, =5, -1),
- I 1982 på andet bræt i Luzern (+5, =6, -1),
- I 1984 på tredje bræt i Thessaloniki (+5, =5, -1),
- I 1988 på fjerde bræt i Thessaloniki (+4, =3, -3),
- I 1990 på tredje bræt i Novi Sad (+3, =3, -4),
- I 1992 på første bræt i Manila (+4, =5, -3),
- I 1994 på andet bræt i Moskva (+3, =3, -5),
- I 1996 på fjerde bræt i Yerevan (+3, =4, -3),
- I 2002 på fjerde bræt i Bled (+2, =1, -3),
- I 2004 på andet reservebræt i Calviá (+4, =4, -1).

I 1980 fik Mortensen FIDE-titlen International mester (IM).